# Holiday in Handcuffs
Holiday in Handcuffs es una película de televisión que originalmente fue presentada en ABC Family el 9 de diciembre de 2007 como parte de la red de "25 Days of Christmas" bloque de programación. Los protagonistas de la película fueron Melissa Joan Hart, Mario Lopez, Markie Post y Timothy Bottoms.

## Argumento
Una camarera de un restaurante llamada Trudie (Melissa Joan Hart) toma como esclavo a un hombre desconocido, para tomarse unas vacaciones a la cabaña de su familia, debido a que terminó una relación anterior y siente que no debe ir a esa cabaña sola. Lo que no sabe, es que el hombre a quien secuestra (Mario Lopez), estaba a punto de casarse.

## Producción
Holiday in Handcuffs fue filmado en Calgary, Alberta, Canadá en el verano de 2007. 

## Reparto
- Melissa Joan Hart - Gertrude ''Trudie'' Marie Chandler
- Mario Lopez - David Martin
- Markie Post - Madre Chandler
- Timothy Bottoms - Padre Chandler
- June Lockhart - Chandler
- Kyle Howard - Jake Chandler
- Vanessa Lee Evigan - Katie Chandler
- Travis Milne - Ryan
- Marty Hanenberg - Mr. Portnoy
- Layla Alizada - Lucy
- Ben Ayres a- Nick

## Recepción

### Valoración
La película tuvo 6,7 millones de espectadores y adultos de 18 a 49 (una calificación de 2,4), lo que muestran los programas más vistos en la historia de ABC Family.

## DVD
Holiday In Handcuffs se publicó en DVD, el 7 de octubre de 2008. 